# إدي فالكو
إدي فالكو (بالإنجليزية: Edie Falco) (5 يوليو 1963)، ممثلة أمريكية ولدت في نيويورك، حصلت على جائزة الأيمي ثلاث مرات كأفضل ممثلة في مسلسل درامي أعوام 1999، 2001 و2003 عن دورها في مسسلسل آل سوبرانو، كما حصلت بنفس الدور على جائزة الغولدن غلوب مرتين كأفضل أداء من قبل ممثلة في مسلسل درامي عامي 2000 و2003، وجائزة نقابة ممثلي الشاشة ثلاث مرات عامي 2000 و2003 كأفضل ممثلة في مسلسل درامي وعام 1999 كأفضل مجموعة في مسلسل درامي.

## نشأتها
ولدت إدي فالكو في بروكلين، نيويورك بالولايات المتحدة الأمريكية، ابنة جوديث أندرسون، وهي أيضا ممثلة، وفرانك فالكو، وهو موسيقي الجاز الذي كان يعمل في وقت لاحق في وكالة إعلانات. والدها من أصل إيطالي، والدتها لها أصول سويدية وإنجليزية. لديها أخوين وأخت، جوزف، بول وروث. عمها، الروائي والكاتب المسرحي والشاعر، هو أيضا أستاذ للغة الإنجليزية في معهد البوليتكنيك وجامعة ولاية فرجينيا.

## حياة خاصة
في عام 2003، وبعد تشخيص طبي علمت إيدي فالكو أنها مصابة بسرطان الثدي، فاختارت عدم الكشف عن الأمر للجمهور لعدة سنوات.
سنة 2005 تبنت الصبي أندرسون، والفتاة ميسي في عام 2008.
في عام 2013، تعاونت مع جمعية حماية الحيوانات بالولايات المتحدة بيتا، في إعلان لتشجيع الآباء على إبقاء أطفالهم بعيدا عن السيرك.

## فيلموغرافيا
- 1987: Sweet Lorraine: كارن
- 2000: Death of a Dog: الأم
- 2016: Horace and Pete: سيلفيا
- 2017: ميغان ليفي: ميغان ليفي

## روابط خارجية
- إدي فالكو على موقع IMDb (الإنجليزية)
- إدي فالكو على موقع الموسوعة البريطانية (الإنجليزية)
- إدي فالكو على موقع روتن توميتوز (الإنجليزية)
- إدي فالكو على موقع ألو سيني (الفرنسية)
- إدي فالكو على موقع أول موفي (الإنجليزية)
- إدي فالكو على موقع قاعدة بيانات برودواي على الإنترنت (الإنجليزية)
- إدي فالكو على موقع قاعدة بيانات الأفلام السويدية (السويدية)
- إدي فالكو على موقع إن إن دي بي (الإنجليزية)
- إدي فالكو على موقع ديسكوغز (الإنجليزية)
- إدي فالكو على موقع قاعدة بيانات الفيلم (الإنجليزية)